# 안자네트 코머

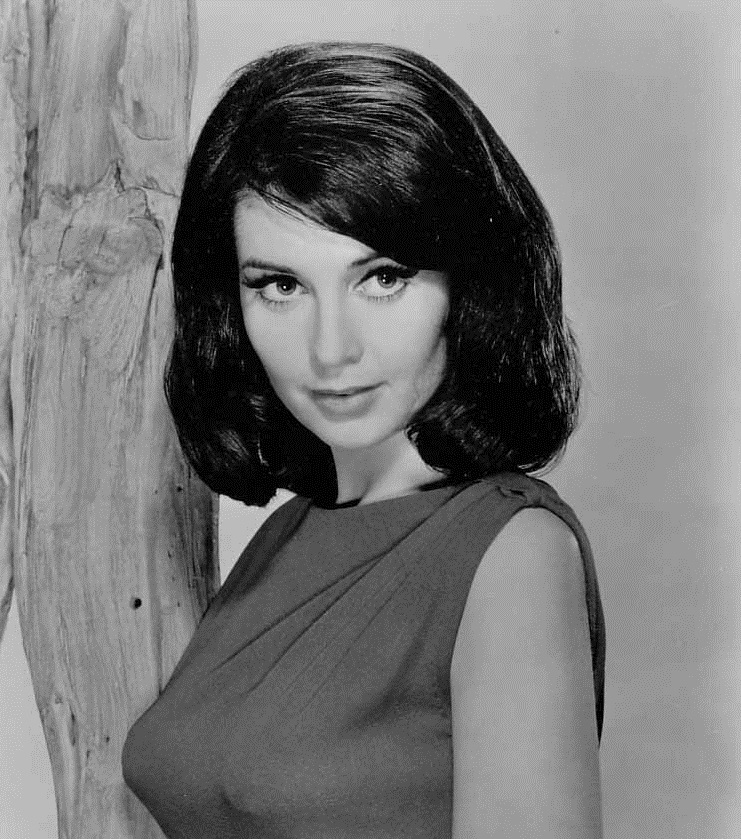

앤저넷 코머(Anjanette Comer, 영어 발음: /ændʒəˈnɛt/, 1939년 8월 7일 ~ )는 미국의 배우이다.

## 영화
- 더 루프 (2011년)
- Screen Door Jesus (2003)
- 심층 (1995년)
- 네더월드 (1992년)
- 데드 나이트 (1977년)
- 암흑의 거리 (1975년)
- 황야의 산 세바스찬 (1968년)
- 배닝 (1967년)
- 애펄루사 (1966년)
- 러브드 원 (1965년)